# Bacaksız
Bacaksız, deutsch frühreif, altklug bzw.: Dreikäsehoch, ist eine Kinderbuchreihe, die Rıfat Ilgaz Ende der 1970er Jahre begann. Sie gilt als Klassiker der türkischen Kinderliteratur und hat wesentlich zum Ansehen dieses Genres in der Türkei beigetragen. 
Die fünf in der Türkei erschienenen Bände erzählen Geschichten von einem in der Nähe von Istanbul lebenden Jungen, Bahri. Der ist ein so kleiner Junge, dass er von allen nur Dreikäsehoch genannt wird. Die Geschichten erschienen in einer dreibändigen Ausgabe auch in deutscher Sprache. Die deutsch-türkische Grafikerin und Illustratorin Tülay Sözbir-Seidel hat alle in Deutschland erschienenen Bände der Bacaksız-Reihe illustriert.

## Bibliografie
- Bacaksız Kamyon Sürücüsü
- Bacaksız Okulda
- Bacaksız Paralı Atlet
- Bacaksız Tatil Köyünde
- Bacaksız Sigara Kaçakcısı

### Dreibändige deutsch-türkische Ausgabe
- Der Dreikäsehoch und die Riesenmelone – Bacaksız ve kocaman karpuz. Edition Orient, Berlin 2006, ISBN 978-3922825685
- Der Dreikäsehoch auf der Polizeiwache – Bacaksız karakolda. Edition Orient, Berlin 2007, ISBN 978-3922825708
- Der Dreikäsehoch in der Schule – Bacaksız Okulda. Edition Orient, Berlin 2008, ISBN 978-3922825722